# Светлана Танасић
Светлана Танасић (рођ.1964) је српска џез и фолк певачица која се прославила учешћем у четвртој сезони такмичења Звезде Гранда. Позната је под псеудонимом Биг мама, који јој је дао Саша Поповић у току такмичења јер је била најстарија до тада такмичарка емисије.

## Дискографија

### Синглови
- Не плаши ме (2009)
- Ђелем ђелем (2009)
- Даће бог (2010) Гранд фестивал 2010.
- Без душе (2010)
- Од бога дар (2012)
- Отрезни се (2012) Гранд фестивал 2012.
- Свадба (2012)
- Хоћу да је памтим (2015)
- Еуфорија (2019)
- Срце би опет да те бира (2020)[3]